# Molenstein

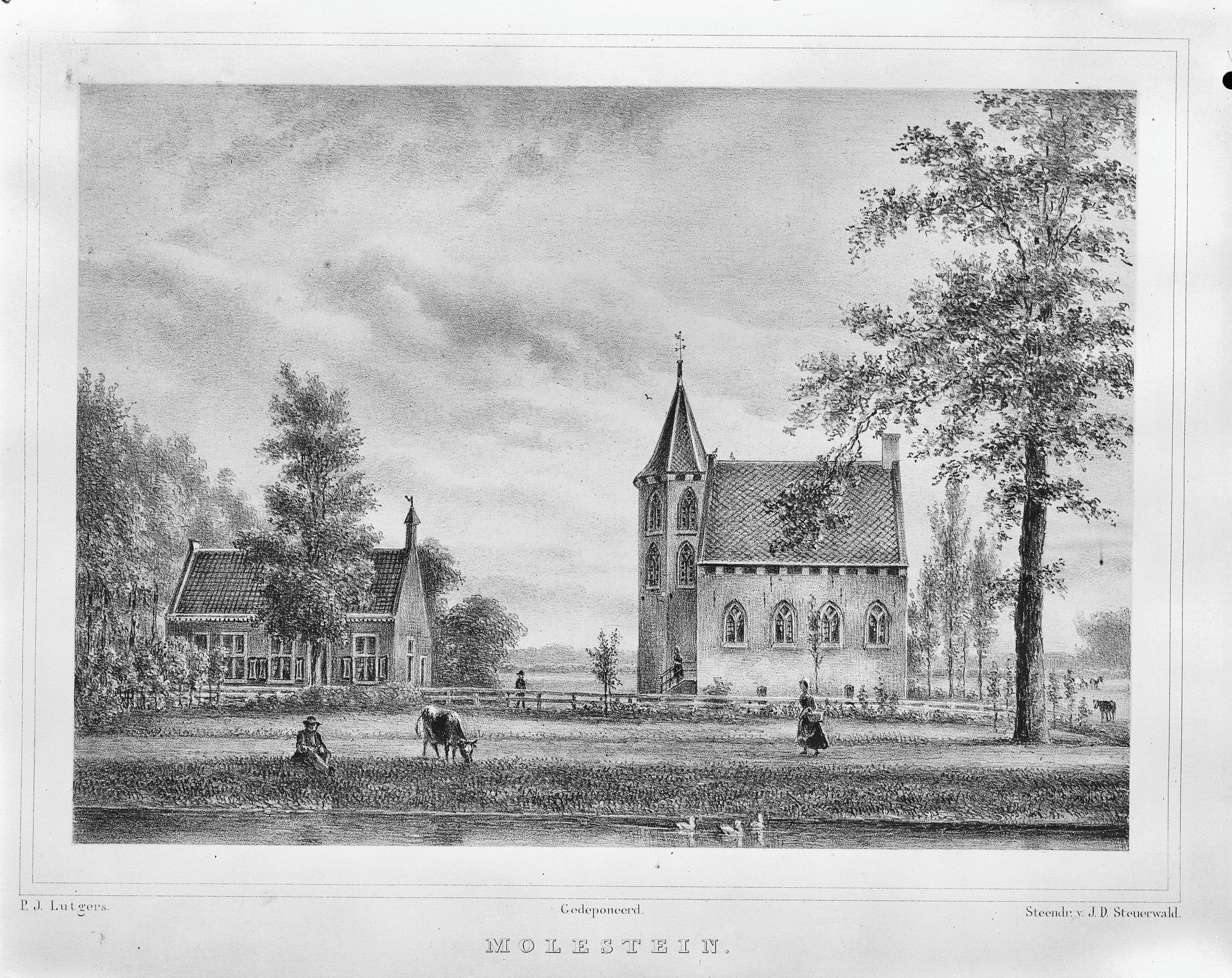
Reproductie van tekening Huis Molenstein

Molenstein is een buitenplaats in Driebergen-Rijsenburg in de Nederlandse gemeente Utrechtse Heuvelrug.
Molenstein staat tegenover Leeuwenburg aan de Langbroekerdijk 34 aan de zuidkant van de Langbroekerwetering. 
In de 15e eeuw was de familie Van Zuylen van Nievelt eigenaar van de grond waarop Molenstein later zou worden gebouwd. Het huis staat waarschijnlijk op de funderingen van een ouder huis of een gedeelte daarvan. In de 17e eeuw kwam de douairièrewoning in bezit van de familie Van Reede. Nadien wordt het huis bij het bezit van Moersbergen gevoegd. Als de eigenaar van Moersbergen Johan Gerard van Oostrum overgaat tot het katholicisme wordt Molenstein tot 1672 als schuilkapel gebruikt. Na financiële problemen kwam het achtereenvolgens in bezit van de eigenaren van Hindersteyn en van Hardenbroek. In 1821 wordt de eigenaar van Leeuwenburg A.J. de Beaufort de nieuwe eigenaar. Het 16de-eeuwse huis werd toen beschreven als een huis genaamd Molenstein met drie daggelderswoningen onder één dak, benevens een hofstede.
Op een afbeelding uit 1760 bestaat Molenstein uit twee kleine rechthoekige woonblokken met trapgevels en een achtkantig torentje. In 1854 laat P. de Beaufort als eigenaar van het tegenoverliggende landgoed Leeuwenburg het woonhuis ingrijpend verbouwen. Het huis kreeg aan de buitenzijde gotische ramen. Aan de binnenzijde werden nieuwe betimmeringen in neorenaissancestijl aangebracht. De gebouwde neogotische toren was bedoeld als verblijfplaats voor duiven. 

## Restauratie
In de tweede helft van de twintigste eeuw werd Molenstein gebruikt als rietopslag. In 2009 werd het gerestaureerd en uitgebreid tot woonhuis met een nieuwe uitbreiding aan de achterzijde.
Het grijs gepleisterde huis is onderkelderd. Tegen de westelijke eindgevel staat een achtkantig torentje met een met leien gedekte spits. Het gebouw heeft aan de korte zijden een trapgevel. Naast de hoofdingang is een torentje gebouwd waarin zich rondom gotische vensters bevinden en duivengaten. In de gevels onder meer spitsboogvensters met glas-in-lood invulling. Onder meer de kozijnen, ramen en deuren zijn geschilderd in de kleuren groen en geel, zoals meerdere bij het landgoed Leeuwenburgh behorende opstallen.

## Bewoners
- 1615 Catharina van Merveldt
- familie De Wael
- ca 1675 heer van Hardenbroek
- vanaf ca 1850 familie de Beaufort